# 田辺町 (大阪府)
田辺町（たなべちょう）は、大阪府東成郡にあった町。現在の大阪市東住吉区西今川の北部、駒川の北部、北田辺、田辺、東田辺、南田辺、山坂および阿倍野区桃ヶ池町、長池町、西田辺町におおむね該当する。

## 歴史
村名は古代の郷名「田辺」（田部とも表記）に由来する。

### 沿革
- 1663年（寛文3年） - 住吉郡松原新田、猿山新田が開発される。
- 1889年（明治22年）4月1日 - 町村制施行により、住吉郡北田辺村、南田辺村、猿山新田、松原新田の区域より田辺村が成立。大字南田辺に村役場を設置。
- 1896年（明治29年）4月1日 - 郡の統廃合により、所属郡が東成郡に変更。
- 1910年（明治43年） - 大字猿山新田、松原新田を猿山、松原に改称。
- 1914年（大正3年）4月1日 - 町制を施行し田辺町となる。
- 1925年（大正14年）4月1日 - 大阪市に編入され、住吉区北田辺町、南田辺町、西田辺町、松原町となる。同日田辺町廃止。
- 1943年（昭和18年）4月1日 - 分区により、旧町域が南海山手線（現・阪和線）を境に東住吉区と阿倍野区へ転属。

## 交通

### 鉄道路線
- 南海鉄道（現・南海電気鉄道）
  - 平野線
    - 股ヶ池停留場、田辺停留場

- 大阪鉄道
  - 本線（現・近鉄南大阪線）
    - 北田辺駅

現在は上記の他に近鉄南大阪線今川駅、JR西日本阪和線南田辺駅、鶴ケ丘駅、Osaka Metro御堂筋線西田辺駅、谷町線田辺駅が所在するが、当時は未開業。また、現在は南海平野線は廃止されている。

### 道路
現在は旧町域を阪神高速14号松原線が通過するが、当時は未開通。